# Faye Schulman
Faye Schulman, nome completo: Faigel "Faye" Lazebnik Schulman, soprannominata dai partigiani russi Faina (Lenin, 28 novembre 1919 – Toronto, 24 aprile 2021), è stata una fotografa e partigiana polacca naturalizzata canadese, è stata una fotografa e una partigiana ebrea di origine polacca, l'unica fotografa che ha fatto riprese della lotta dei partigiani che hanno combattuto la Wehrmacht nazista.

## Biografia

### Primi anni di vita
Faigel Lazebnik nacque a Sosnkowicze, nella Polonia orientale (divenuta dopo la guerra Lenin nella Bielorussia occidentale) come quinta di sette figli nati da Yakov e Rayzel Migdalovich. La famiglia era composta da ebrei ortodossi; all'età di 10 anni Faye divenne apprendista di suo fratello Moishe, fotografo del villaggio, rilevando in seguito il suo studio all'età di 16 anni.

### Olocausto
Dopo che i nazisti invasero la Bielorussia, la sua famiglia fu imprigionata nel ghetto di Lenin. Il 14 agosto 1942, le forze tedesche uccisero 1 850 ebrei del ghetto, compresa gran parte della sua famiglia. Ventisei ebrei non furono uccisi e Schulman fu risparmiata grazie alle sue competenze fotografiche. Fu reclutata per lavorare come fotografa per i nazisti. Sviluppò una fotografia in cui poté veder rappresentata la sua famiglia morta in una fossa comune, e questo episodio la convinse a unirsi alla resistenza. Si unì alla Brigata Molotava, composta principalmente da prigionieri di guerra sovietici fuggiti dalla prigionia tedesca, e lavorò per loro come infermiera dal settembre 1942 al luglio 1944. Dopo un saccheggio di Lenin, ottenne la sua attrezzatura fotografica, scattando oltre 100 fotografie della Resistenza. Quando l'Armata Rossa liberò la Bielorussia nel luglio 1944, si riunì con due dei suoi fratelli e lasciò la brigata dopo essere stata presentata al suo futuro marito, Morris Schulman.

Riguardo ai partigiani sovietici, Schulman ha ricordato che 
 Nelle sue memorie, ha raccontato di furti e ubriachezza, di un ufficiale che l'ha quasi uccisa quando ha rifiutato le sue avances, e di antisemitismo, scrivendo: "Poiché ero ebrea, ho dovuto lavorare il doppio per essere considerata degna quanto le ragazze gentili. Quando lavoravo notte e giorno mi dicevano: 'Non sei come una ragazza ebrea. Sei proprio come le ragazze russe.' Questo doveva essere un complimento". Lei rispondeva sempre: "'Sì, ma io sono ebrea.' Il mio lavoro come infermiera, fotografa e soprattutto come soldatessa è stato un motivo sufficiente per me per stare in piedi, per essere orgogliosa di me stessa e del mio retaggio".

Nonostante questi limiti, era grata ai partigiani per il loro aiuto nella sconfitta dei nazisti. A proposito dell'esperienza, ha scritto: 

### Dopoguerra
Nel 1944, Faye sposò Morris Schulman e visse a Pinsk, in Bielorussia. Dopo la guerra, la coppia rimase nel campo profughi di Landsberg in Germania, dove aiutarono a contrabbandare armi a sostegno dell'indipendenza israeliana. Nel 1948 emigrarono in Canada dove lei prese a lavorare in una fabbrica di vestiti e successivamente dipinse fotografie a mano e dipinse a olio.

### Vita privata
Nel 1948 Schulman emigrò a Toronto. Morì all'età di 101 anni, lasciando due figli (Sidney e Susan), sei nipoti (Michael, Daniel, Nathan, Rachelle, Matthew e Steven) e tre pronipoti (Imogene, Beckham e Lila).

## Eredità e scritti
Schulman è stata decorata dai governi sovietico/bielorusso, statunitense e canadese. Nel 1995 ha scritto A Partisan's Memoir: Woman of the Holocaust. Successivamente è apparsa in un documentario della PBS del 1999, "Daring to Resist: Three Women Face the Holocaust".